# Tanjung Botung (Simangambat)
Tanjung Botung is een bestuurslaag in het regentschap Padang Lawas Utara van de provincie Noord-Sumatra, Indonesië. Tanjung Botung telt 256 inwoners (volkstelling 2010).